# Curetia tibialis
Curetia tibialis är en insektsart som först beskrevs av Ernst Friedrich Germar 1830.  Curetia tibialis ingår i släktet Curetia och familjen lyktstritar. Inga underarter finns listade i Catalogue of Life.